# Aechmea weberbaueri
Aechmea weberbaueri là một loài thực vật có hoa trong họ Bromeliaceae. Loài này được Harms mô tả khoa học đầu tiên năm 1939.

## Hình ảnh

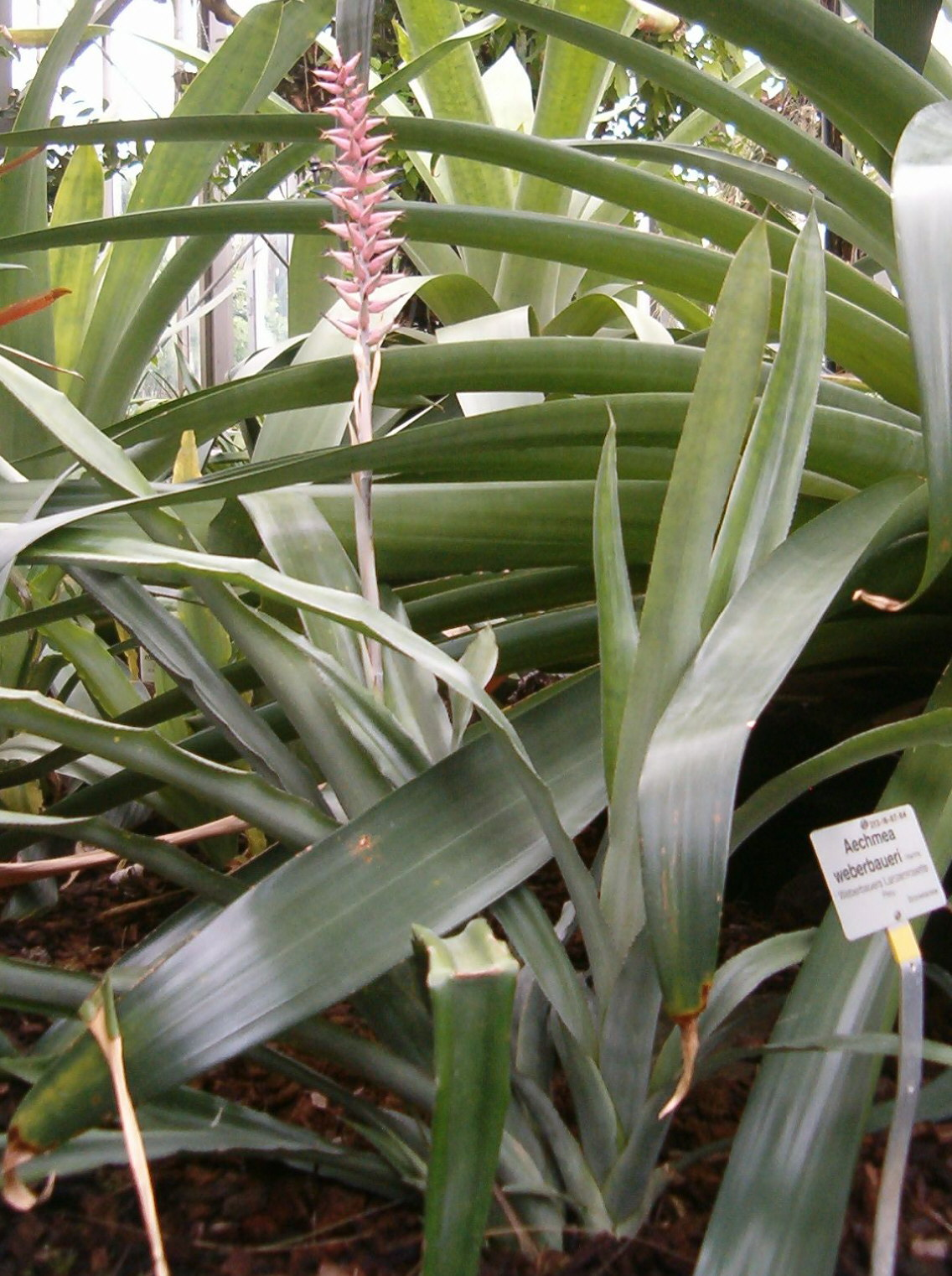
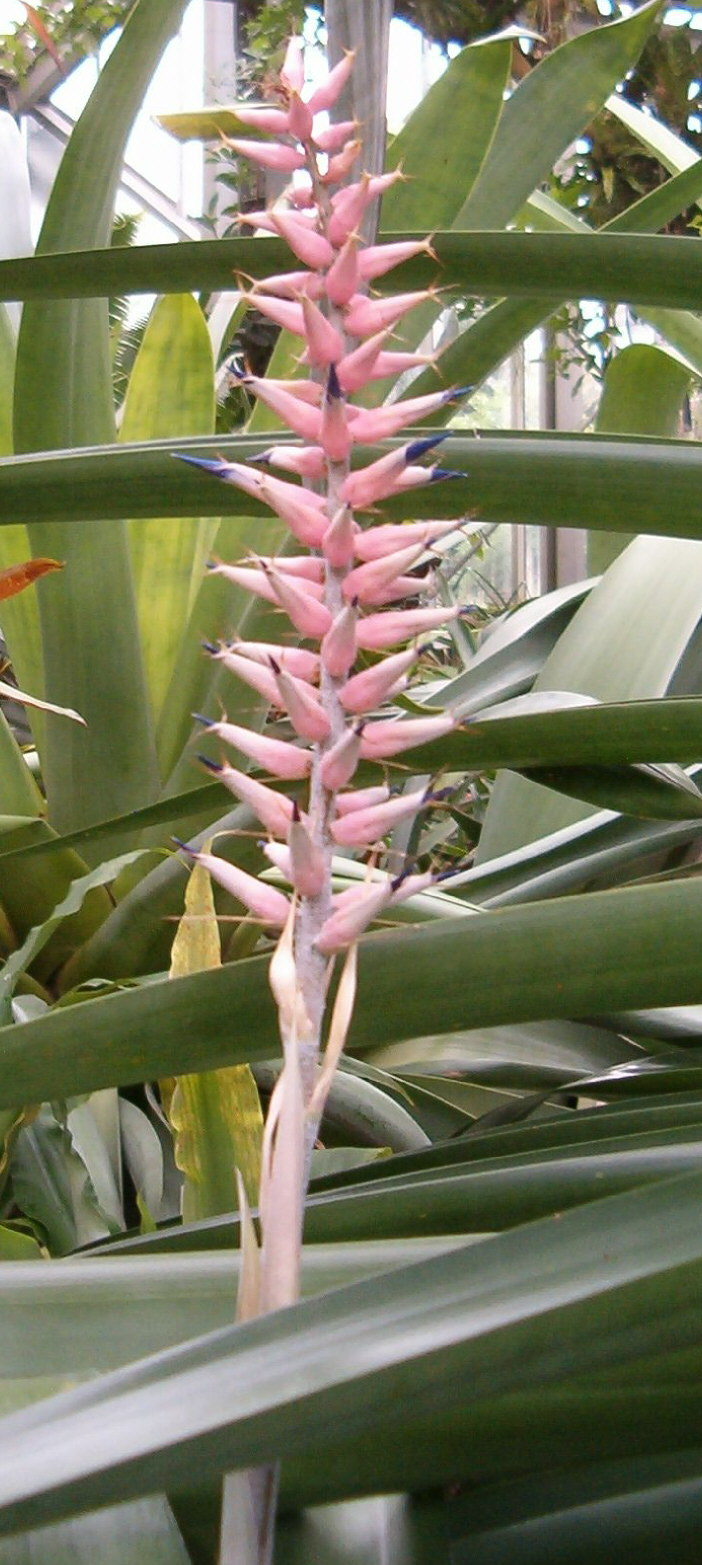